# Ratishastra
Das Ratishastra (Gattenliebe) wurde von einem unbekannten Autor im Jahr 16 n. Chr. in Indien verfasst. Das Werk behandelt die Aspekte der ehelichen Liebe in 272 Versen. Wörtlich bedeutet Rati (Liebe durch) Kopulieren und Shastra bedeutet Lehre. Das Wort Ratishastra bezeichnet Die traditionellen Lehren der ehelichen Liebe.

## Das Werk
In Kamashastra (Werke der erotische Liebe wie z. B. dem Kama Sutra oder Ananga Ranga) werden Anleitungen und Techniken zum Erlangen sexueller Erfüllung gegeben. Zusammen mit den traditionellen brahmanischen Lehren Samudrikashastra, Dharmashastra und Vaidyakashastra werden die Aspekte des Familienlebens nach indischer Tradition abgedeckt. Diese Informationen sind wichtig, um Gatten Sicherheit für ihr Familienleben zu geben. Für junge Menschen ist es allerdings schwierig, die wichtigen Aspekte z. B. zur Partnerwahl und Partnerschaft in den verschiedenen Lehren zu finden.
Das Ratishastra wurde im Stil Itihasas in Form eines Dialogs zwischen dem Gott Shiva und seiner Gattin Parvati verfasst. Der Text soll jungen Paaren wichtige Hinweise für ihr Zusammenleben geben. Dazu bringt das Ratishastra die notwendigen Aspekte aus den vier traditionellen indischen Lehren zusammen. Ratishastra ist daher auch eine Weiterentwicklung der schriftlichen Tradition der Kamashastra Werke. Ein Schwerpunkt liegt in der Beschreibung der verschiedenen Typen von Männern und Frauen und dem Finden und der Wahl eines Ehepartners für die Zeugung von Nachwuchs. Das Ratishastra unterweist zusätzlich in ethischen Belangen wie z. B. das richtige Eheleben, in dem der gegenseitige Respekt der Eheleute wesentlich ist.

## Ausgaben
- Kenneth G. Zysk: Conjugal Love in India: Ratisastra and Ratiramana. Text, Translation, and Notes. Brill Academic Publishers, Leiden 2004, ISBN 90-04-12598-1 (englisch, Sanskrit).